# BEST MATERIALS
『BEST MATERIALS』（ベスト・マテリアルズ）は、日本のロックバンド、椿屋四重奏の2枚目のベストアルバム。2011年4月6日発売。発売元はワーナーミュージックジャパン。

## 解説
- バンドとしては2枚目となるベストアルバム。解散発表を機にリリース。同日にはライヴDVD『PAST EMOTIONS』、単行本『群青』（タワーレコード限定販売）が同時リリース。
- 当初、2011年3月23日発売の予定だったが、東北地方太平洋沖地震の影響で上記の発売日に延期された。
- 収録曲はメジャーデビュー以降の楽曲を中心に収録。全曲リマスタリングが施されている。
- 初回盤と通常盤の2形態で発売。初回盤はデビュー前の幻の自主制作音源を集めたCD『雑録十撰』、メジャーデビュー以降のPVを収録したDVD付き3枚組。

## 収録曲

### BEST MATERIALS
全作詞・作曲・編曲:中田裕二 (「いばらのみち」(#13) 作詞:中田裕二・松井五郎)
1. 群青 (2:58)
初出:ミニアルバム『椿屋四重奏』
2. 小春日和 (5:40)
初出:1stアルバム『深紅なる肖像』
3. 紫陽花 (4:59)
初出:1stシングル曲
4. 螺旋階段 (acoustic version) (4:07)
初出:5thシングル『恋わずらい』カップリング
アルバム初収録
5. 幻惑 (5:05)
初出:2ndシングル曲
6. トワ (5:49)
初出:3rdシングル曲
7. LOVER (4:38)
初出:4thシングル曲
8. 恋わずらい (4:50)
初出:5thシングル曲
9. 不時着 (6:29)
初出:6thシングル曲
本作には3rdアルバム『TOKYO CITY RHAPSODY』に収録されたアルバムバージョンで収録。
10. フィナーレ (4:12)
初出:4thアルバム『CARNIVAL』
11. アンブレラ (4:43)
初出:配信限定シングル曲
12. シンデレラ (4:41)
初出:配信限定シングル曲
13. いばらのみち (3:27)
初出:7thシングル曲
14. NIGHTLIFE (4:36)
初出:5thアルバム『孤独のカンパネラを鳴らせ』
15. ロスト・チルドレン (4:19)
初出:8thシングル『マテリアル』カップリング
アルバム初収録
16. マテリアル (5:28)
初出:8thシングル曲
アルバム初収録

### 雑録十撰 (初回限定盤のみ)
全作詞・作曲・編曲:中田裕二
1. ほつれ髪 (0:23)
インスト曲。
2. 惑わず仕舞 (4:03)
3. 純真ヲトメ (2:27)
4. 落陽 (5:14)
5. 浮世見聞 (4:56)
6. はぐれきどり (4:57)
7. 春夢去りて (3:30)
8. 術無き日毎 (4:01)
9. 東風吹かば (5:30)
10. みことすがら (5:20)

### Music Clips 2007-2010 (DVD、初回限定盤のみ)
1. LOVER
2. 恋わずらい
3. 不時着
4. シンデレラ
5. いばらのみち
6. マテリアル